# Gerichtsbezirk Senosetsch
Der Gerichtsbezirk Senosetsch (slowenisch: sodni okraj Senožeče) war ein dem Bezirksgericht Senosetsch unterstehender Gerichtsbezirk im Kronland Krain. Er umfasste Teile des politischen Bezirks Adelsberg (Postojna) und wurde 1919 dem Staat Jugoslawien zugeschlagen.

## Geschichte
Der Gerichtsbezirk Senosetsch entstand infolge eines Ministervortrags vom 6. August 1849, in dem die Grundzüge der Gerichtseinteilung festgelegt wurden. Nachdem im Dezember 1849 die Gebietseinteilung der Gerichtsbezirke sowie die Zuweisung der Gerichtsbezirke zu den neu errichteten Bezirkshauptmannschaften durch die „politische Organisierungs-Commission“ festgelegt worden war, nahmen die Bezirksgerichte der Krain per 1. Juni 1850 ihre Tätigkeit auf. Dem Bezirksgericht Senosetsch wurden durch die Landeseinteilung der Krain im März 1850 die 19 Katastralgemeinden Britof, Bründl, Bukuje, Famle, Gabertsche, Grosswerdu, Hrenowitz, Hruschuje, Lasche, Landol, Niederdorf, St. Michael, Oberurem, Pototsche, Präwald, Rakulik, Senosetsch, Sinadole und Strane zugewiesen. Zusammen mit den Gerichtsbezirken Adelsberg (Postojna), Illyrisch-Feistritz (Ilirska Bistrica) und Wippach (Vipava) bildete der Gerichtsbezirk Illyrisch-Feistritz den politischen Bezirk Adelsberg. Krain. per 1. Juli 1874 vom Gerichtsbezirk Senosetsch zum Gerichtsbezirk Adelsberg kam.
Der Gerichtsbezirk wies 1880 eine anwesende Bevölkerung von 6.674 Personen auf, wobei 6.609 Menschen Slowenisch und 30 Menschen Deutsch als Umgangssprache angaben. 1910 wurden für den Gerichtsbezirk 5.296 Personen ausgewiesen, von denen 5.254 Slowenisch (99,2 %) und 15 Deutsch (0,3 %) sprachen.
Durch die Grenzbestimmungen des am 10. September 1919 abgeschlossenen Vertrages von Saint-Germain wurde der Gerichtsbezirk Adelsberg zur Gänze dem Königreich Jugoslawien zugeschlagen.

## Gerichtssprengel
Der Gerichtssprengel Senosetsch umfasste infolge der Zusammenfassung der Katastralgemeinden zu Gemeinden im 19. Jahrhundert im Jahre 1910 die acht Gemeinden Britof, Famlje (deutsch: Famle), Hrenovice (Hrenowitz), Dolenja Vas (Niederndorf), Gorenje Vreme (Oberurem), Laže (Lasche), Senožeče (Senosetsch) und Sinadole. Ursprünglich war auch die Gemeinde Bukovje (Bukuje) Teil des Gerichtsbezirk, Bukovje wurde jedoch per 1. Juli 1874 zum Gerichtsbezirk Adelsberg hin ausgeschieden.